# 波缘凤仙花
波缘凤仙花（学名：Impatiens undulata）为凤仙花科凤仙花属下的一个种。

## 扩展阅读
維基物種上的相關：波缘凤仙花